# Браян Левін
Браян Левін (англ. Brian Levine; нар. 20 серпня 1958) — колишній південноафриканський тенісист.
Найвищу одиночну позицію світового рейтингу — 180 місце досяг 19 листопада 1984, парну — 44 місце — 24 березня 1986 року.
Здобув 2 парні титули.
Найвищим досягненням на турнірах Великого шолома було 3 коло в парному розряді.

## Фінали за кар'єру

### Парний розряд (2–2)
| Результат | W/L | Дата     | Турнір                | Покриття | Партнер           | Суперники                     | Рахунок       |
| --------- | --- | -------- | --------------------- | -------- | ----------------- | ----------------------------- | ------------- |
| Перемога  | 1–0 | Січ 1984 | Окленд, Нова Зеландія | Тверде   | Джон Ван Ностранд | Бред Дрюетт Чіп Гупер         | 7–5, 6–2      |
| Перемога  | 2–0 | Вер 1984 | Тель-Авів, Ізраїль    | Тверде   | Пітер Дуен        | Колін Даудесвелл Якоб Гласек  | 6–3, 6–4      |
| Поразка   | 2–1 | Гру 1984 | Аделаїда, Австралія   | Трава    | Пітер Дуен        | Бродерік Дайк Веллі Месур     | 6–4, 5–7, 1–6 |
| Поразка   | 2–2 | Бер 1986 | Мілан, Італія         | Килим    | Лорі Вордер       | Колін Даудесвелл Крісто Стейн | 3–6, 6–4, 1–6 |